# Westland CL.20
Die Westland CL.20 (auch Westland-Lepère CL.20) war ein zweisitziger Kabinen-Tragschrauber, der 1934 in einem Exemplar in Großbritannien bei Westland Aircraft konstruiert und gebaut wurde. Lediglich das Rotorsystem stammte von der Cierva Autogiro Company. In der Literatur wird dem Baumuster oft auch die Bezeichnung C.31 innerhalb der Bezeichnungssequenz von Cierva zugeschrieben, obwohl C.31 ursprünglich für das Projekt eines Hochgeschwindigkeits-Tragschraubers stand.

## Geschichte

### Entwicklung
Erste Erfahrungen im Bereich der Tragschrauberentwicklung sammelte Westland mit der fünfsitzigen C.29, die sich jedoch wegen starker Bodenresonanzprobleme als flugunfähig erwies. Bereits vor der Aufgabe des Projekts wandte sich das Unternehmen einem kleineren zweisitzigen Tragschrauber zu, der von dem Franzosen Georges Lepère konstruiert wurde. Lepère war nach der Ende 1929 erfolgten Gründung von Weymann-Lepère, am Bau des C.18 Tragschraubers beteiligt. Das einzige gebaute Exemplar (Luftfahrzeugkennzeichen G-AAIH) des zweisitzigen Kabinentragschraubers wurde dann nach Großbritannien verkauft. Im Jahr 1932 wechselte Lepère zu Lioré et Olivier (LeO), wonach auch die französische Cierva-Lizenz von Weymann zu LeO überging. Lepère konstruierte hier die C.27, die als CL.10 (Cierva-Lepère) bekannt wurde. Die im Laufe des Sommers 1932 gebaute CL.10 nutzte viele der mit der Cierva C.19 Mk. V gewonnenen Erfahrungen und wird als erster ernsthafter Versuch des Baus eines Direct-Control-Tragschraubers angesehen. Gebaut wurden lediglich zwei Exemplare, von denen der zweite Prototyp am 19. Dezember 1932 abstürzte und das erste Todesopfer bei einem Tragschrauberabsturz forderte.
Trotz dieses Rückschlags Tragschrauberentwicklung entschloss sich Westland zum Bau eines eigenen zweisitzigen Kabinentragschraubers. Ein Westland-Vertreter in Paris machte Lepère mit W.E. Petter, dem Sohn von Sir Ernest Petter, einem der beiden Unternehmensgründer bekannt. Ernest Petter sagte zu, die Finanzierung des Baues eines zweiten Tragschraubers nach dem C.29 zu übernehmen.

### Erprobung
Am 24. September 1934 erhielt die Maschine ihre Zulassung und das Luftfahrzeugkennzeichen G-ACYI, aber erst am 21. Januar 1935 folgten die ersten Rollversuche in Yeovil. Die CL.20 wurde dann zerlegt und auf der Straße zu Cierva zum Hanworth-Flugfeld gebracht. Am 5. Februar führte dann Cierva selbst den zwei Minuten dauernden Erstflug durch. Die weitere Erprobung machte schnell deutlich, dass der erzeugte Auftrieb zu gering war. So erreichte die Maschine mit zwei Besatzungsmitgliedern lediglich eine Höhe von einigen hundert Fuß. Daraufhin ersetzte man im Juli 1935 das Triebwerk durch einen neuen Pobjoy Niagara, mit dem die CL.20 am 18. Juli 1935 zum ersten Mal flog. Das Auftriebsproblem konnte jedoch mit dieser Maßnahme nicht behoben werden. So fand der letzte Flug, nach einer Gesamterprobungszeit von 8½ Stunden, am 27. Juli 1935 statt, wonach die Maschine aufgegeben wurde.
Petter gelang es, seinen Vater als Geldgeber davon zu überzeugen, dass es möglich ist die Probleme zu lösen, und so konnten Vorbereitungen für die Herstellung von weiteren sechs Flugzeugzellen getroffen werden. Die Produktion lief zwar noch an, wurde aber noch vor Fertigstellung der Rümpfe wieder eingestellt. Der Grund hierfür war wahrscheinlich die Auslastung von Westland durch den Serienbau der Lysander und die Konstruktionsarbeiten an dem neuen Jagdflugzeug Whirlwind. Im Jahr 1938 wurde die CL.20 schließlich verschrottet.

### Auswirkung
Sogar 20 Jahre nach der CL.20 befasste sich Lepére weiterhin mit der Entwicklung dieses Konzepts. So wurde 1959 auf der Pariser Luftfahrtschau der zweisitzige Kabinen-Tragschrauber Helicop-Air Girhel L50 vorgestellt, der unter Mithilfe von Lepère entstand. Die technischen Daten dieses Musters stimmen weitgehend mit denen der CL.20 überein.

## Konstruktion
Der von Lepère vorgelegte Entwurf zeigte generell viele Übereinstimmungen mit der CL.10B, hatte im Detail jedoch durchaus deutliche Abweichungen. Während sich das Heck der CL.10 an das der C.19 Mk. IV anlehnte, hatte die CL.20 ein Dreifachseitenleitwerk, das auf ein festes Höhenleitwerk ohne bewegliche Ruder montiert war. Lediglich der Einstellwinkel konnte am Boden verändert werden. Die eine Hälfte des Höhenleitwerks hatte einen negativen Einstellwinkel, um das Drehmoment des Propellers zu kompensieren. Die Steuerung erfolgte über einen vom Rotorkopf hängenden Steuerknüppel, während die CL.10B hierfür ein Steuerrad verwendete. Der Antrieb bestand aus einem 90 PS leistenden Pobjoy Niagara Siebenzylinder-Sternmotor. Das Dreiblatt-Rotorsystem von Cierva war auf zwei aerodynamisch geformten Rohren oberhalb der Kabine installiert. Vier Spanndrähte stabilisierten das System. Vor dem Start konnte der Rotor mittels einer von der Rückseite des Motors abgehenden Welle, die über eine Einscheiben-Trockenkupplung von Ferodo zugeschaltet werden konnte, in Drehung versetzt werden.
Die Rumpfstruktur bestand aus einer mit Stoff bespannten, geschweißten Leichtmetallkonstruktion mit zwei Longerons im Bodenbereich und einem oben liegenden Längsträger, wodurch sich ein dreieckiger Querschnitt ergab. Über Stringer und Formelemente konnte ein elliptischer Rumpfquerschnitt erreicht werden.

## Technische Daten
| Kenngröße                   | Daten |
| --------------------------- | --- |
| Besatzung                   | 2 nebeneinander in geschlossener Kabine                                                                                                   |
| Länge                       | 6,18 m |
| Rotorkreisfläche            | 74,7 m2 |
| Rotordrehzahl               | 210–235 |
| Spannweite                  | ohne Tragflächen |
| Höhe                        | 3,13 m |
| Leermasse                   | 381 kg |
| max. Startmasse             | 636 kg |
| Höchstgeschwindigkeit       | 170 km/h |
| geringste Horizontalgeschw. | 40 km/h |
| Triebwerk (nach Ersatz)     | 1 × Siebenzylinder Pobjoy Niagara S Sternmotor mit einer Leistung von 95 PS, der einen Zweiblattpropeller mit 2,21 m Durchmesser antrieb. |